# OPol Consultores
OPol Consultores es una empresa encuestadora costarricense. La empresa se encuentra registrada bajo la sociedad con responsabilidad limitada Opinión Política CyC, sociedad hermana de Sociedad Periodística El Mundo a la que pertenece el medio del mismo nombre. La encuestadora saltó a la fama por su protagonismo durante la campaña presidencial de 2017-2018 tras predecir de manera atinada los resultados de las elecciones primarias, pero se vio envuelta en controversias tras demostrarse sus vínculos con uno de los partidos participantes de la segunda ronda, Restauración Nacional.

## Historia
OPol destacó mediáticamente tras predecir con acierto los resultados de las convenciones de los partidos Liberación Nacional, Unidad Social Cristiana y Acción Ciudadana publicadas en el medio digital El Mundo perteneciente a la misma empresa. Sus predicciones para efectos de la primera ronda mostraron también la subida tanto de Fabricio Alvarado de Restauración Nacional como de Carlos Alvarado de Acción Ciudadana, aunque su última encuesta de esa etapa colocaba al candidato del PLN Antonio Álvarez Desanti en segundo lugar, el resultado estaba dentro del margen de error.
Para la segunda ronda Restauración Nacional, por medio de su jefe de campaña Juan Carlos Campos, contrató secretamente siete encuestas de opinión que serían hechas públicas mediante El Mundo, salvo la última que no se hizo pública. En dichas encuestas el candidato Fabricio Alvarado aparecía venciendo a su rival por muy amplio margen usualmente entre 10% y 15%. Según investigaciones del periódico La Nación, las fichas técnicas presentadas por OPol sobre ciertas encuestas eran virtualmente idénticas. Casi inmediatamente después de publicadas las encuestas en El Mundo, las redes sociales del candidato divulgaban las mismas utilizando un gráfico. Durante este período la campaña de Carlos Alvarado, el candidato rival, cuestionó públicamente la metodología y fiabilidad de la encuestadora, generando una airada respuesta por parte de El Mundo.
Sin embargo, la primera controversia real se dio pocos días antes de finalizada la campaña cuando se difundió en redes sociales que un vehículo perteneciente a la empresa y conducido por el director Mauricio Muñoz ostentaba banderas de Restauración Nacional. Poco después la encuestadora emitió un comunicado asegurando que no publicarían su última encuesta planeada para el miércoles previo a las elecciones del 1 de abril como exige la veda electoral debido a «amenazas» hacia sus colaboradores, aun cuando en el mismo comunicado la empresa confirmó que la ventaja de Fabricio se mantenía.
El resultado electoral no fue similar a lo pronosticado por OPol, de hecho Carlos Alvarado venció por 20% de diferencia sobre Fabricio Alvarado. El director de OPol Mauricio Muñoz aseguró que las dificultades de predicción surgían de la veda electoral que prohíbe hacer o publicar encuestas tres días antes de las elecciones.
Posteriores investigaciones de Semanario Universidad y La Nación descubrieron pagos a Opinión Política CyC (empresa dueña de OPol y El Mundo) por parte de Restauración Nacional por «consultoría política» reportados en los informes financieros del partido. Personal del partido afirmó que  no tenían vínculo con las encuestas publicadas en El Mundo. Además se publicó que el partido aún adeudaba varios pagos a la empresa. Sin embargo, la gerente general de OPol Catherina Convertino confirmó a La Nación que el jefe de campaña de PRN había contratado las encuestas que habían sido publicadas en El Mundo.